# Edmond Gondinet
Edmond Gondinet, född 7 mars 1828, död 19 november 1888, var en fransk författare.
Gondinet har skrivit ett 40-tal lustspel, på vers eller prosa, däribland Trop curieux (1863), La cravate blanche (1867, svensk översättning 1868), Christiane (1872) och Le panache (1875). Gondinet har även författat operatexter för Léo Delibes såsom Le roi l'a dit (1873) och Lakmé (1883), båda översatta till svenska och uppförda i Stockholm. Hans Théâtre complet utgavs i 6 band 1892-96.